# Liste der Herrscher von Hohenlohe

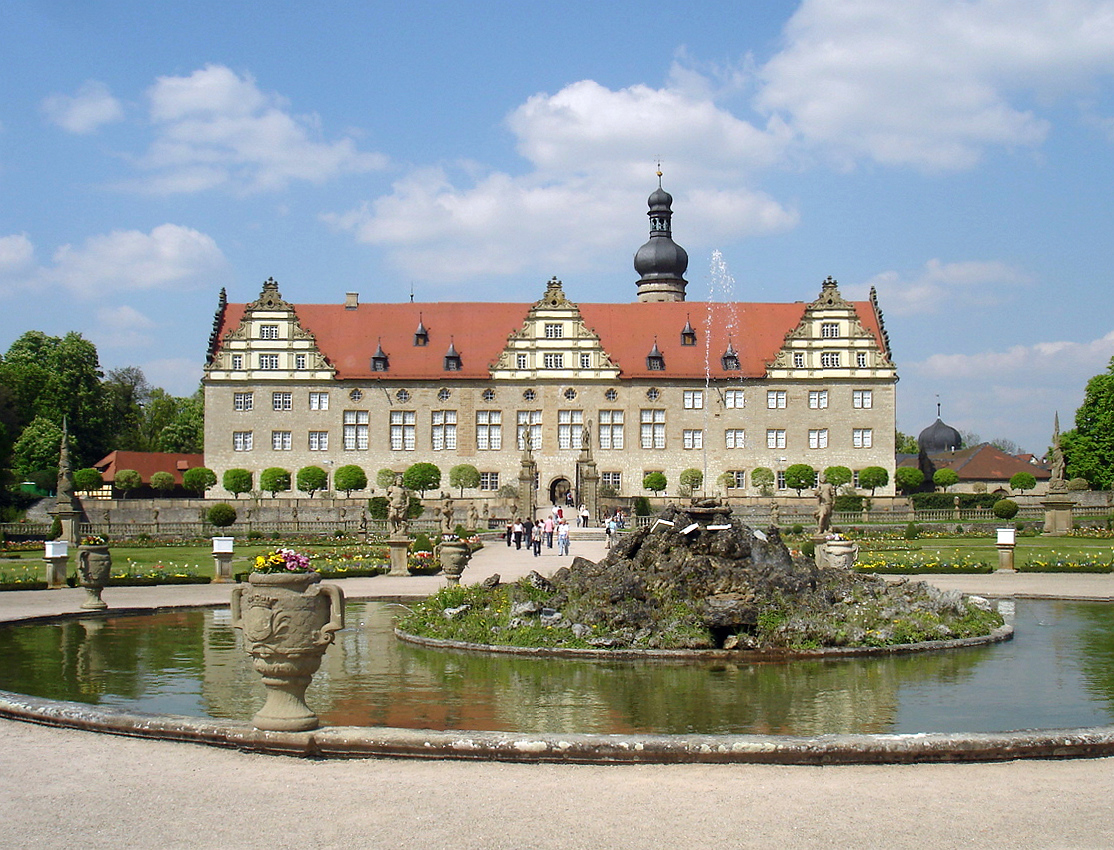
Schloss Weikersheim

Hier sind die Herrscher von Hohenlohe aufgelistet. Seit 1450 führten die Herren des Hauses Hohenlohe den Adelstitel eines Grafen. Im 18. Jahrhundert erwarben 1744 zunächst die katholischen Linien und 1764 auch die protestantischen Linien den adelsrechtlich höheren Rang eines Fürsten. Durch die Mediatisierung gerieten 1806 zunächst fünf und seit 1810 endgültig insgesamt sechs der Fürstentümer unter die Herrschaft des Königreichs Württemberg und das Fürstentum Hohenlohe-Schillingsfürst wurde dem Königreich Bayern zugeschlagen.

## Herren von Hohenlohe im Hochmittelalter
| Name                             | Herrschaft   | Bemerkungen                     |
| -------------------------------- | ------------ | ------------------------------- |
| Heinrich von Hohenlohe           | um 1189–1212 |                                 |
| Gottfried I. von Hohenlohe       | um 1212–1254 | Graf zu Romaniola               |
| Konrad I. von Hohenlohe-Brauneck | um 1212–1249 | Graf von Molise und der Romagne |

## Herren von Hohenlohe-Brauneck

### Herren von Hohenlohe-Brauneck-Neuhaus
| Name         | Herrschaft   | Bemerkungen           |
| ------------ | ------------ | --------------------- |
| Heinrich I.  | um 1245–1267 | Sohn von Konrad I.    |
| Heinrich II. | um 1267–1304 | Sohn von Heinrich I.  |
| Gottfried    | um 1300–1315 | Sohn von Heinrich II. |
| Gebhard II.  | um 1300–1340 | Bruder von Gottfried  |

### Herren von Hohenlohe-Brauneck-Haltenbergstetten
| Name        | Herrschaft   | Bemerkungen                                         |
| ----------- | ------------ | --------------------------------------------------- |
| Gebhard I.  | um 1267–1300 | Sohn von Heinrich I. von Hohenlohe-Brauneck-Neuhaus |
| Ulrich I.   | um 1300–1329 | Sohn von Gebhard I.                                 |
| Ulrich II.  | um 1329–1345 | Sohn von Ulrich I.                                  |
| Ulrich III. | um 1345–1367 | Sohn von Ulrich II.                                 |
| Ulrich IV.  | um 1367–1381 | Sohn von Ulrich III.                                |

### Herren von Hohenlohe-Brauneck (Linie Konrads II. von Brauneck)
| Name                          | Herrschaft   | Bemerkungen         |
| ----------------------------- | ------------ | ------------------- |
| Konrad II.                    | um 1245–1251 | Sohn von Konrad I.  |
| Konrad III., genannt von Teck | um 1259–1290 | Sohn von Konrad II. |

### Herren von Hohenlohe-Brauneck (Linie Gottfrieds I. von Brauneck)
| Name           | Herrschaft   | Bemerkungen                                                   |
| -------------- | ------------ | ------------------------------------------------------------- |
| Gottfried I.   | um 1256–1305 | Sohn von Konrad I., dankte ab und wurde Mönch, gestorben 1312 |
| Andreas        | um 1282–1318 | Sohn von Gottfried I.                                         |
| Gottfried II.  | um 1305–1354 | Bruder von Andreas, war 1293 – 1305 Domherr zu Würzburg       |
| Gottfried III. | um 1334–1372 | Sohn von Gottfried II.                                        |
| Konrad IV.     | um 1363–1390 | Sohn von Gottfried III.                                       |

## Herren von Hohenlohe im Spätmittelalter

### Herren von Hohenlohe-Möckmühl
| Name        | Herrschaft   | Bemerkungen           |
| ----------- | ------------ | --------------------- |
| Albrecht I. | um 1242–1254 | Sohn von Gottfried I. |

#### Herren von Hohenlohe-Uffenheim
| Name                  | Herrschaft   | Bemerkungen                                 |
| --------------------- | ------------ | ------------------------------------------- |
| Gottfried II.         | um 1262–1290 | Sohn von Albrecht I. von Hohenlohe-Möckmühl |
| Albrecht II.          | um 1288–1312 | Sohn von Gottfried II.                      |
| Lutz (Ludwig)         | 1312–1356    | Sohn von Albrecht II.                       |
| Gerlach               | 1344–1392    | Sohn von Lutz                               |
| Albrecht III.         | 1344–1376    | Sohn von Lutz                               |
| Gottfried III. (Götz) | 1344–1389    | Sohn von Lutz                               |
| Johann zu Speckfeld   | 1390–1412    | Sohn von Gottfried III.                     |

#### Herren von Hohenlohe-Wernsberg
| Name      | Herrschaft   | Bemerkungen                                 |
| --------- | ------------ | ------------------------------------------- |
| Friedrich | um 1267–1290 | Sohn von Albrecht I. von Hohenlohe-Möckmühl |
| Heinrich  | um 1290–1329 | Sohn von Friedrich                          |

#### Herr von Hohenlohe-Möckmühl
| Name                          | Herrschaft   | Bemerkungen                                 |
| ----------------------------- | ------------ | ------------------------------------------- |
| Albrecht II. von Schelklingen | um 1269–1338 | Sohn von Albrecht I. von Hohenlohe-Möckmühl |

### Herren von Hohenlohe-Röttingen
| Name          | Herrschaft   | Bemerkungen                                                                        |
| ------------- | ------------ | ---------------------------------------------------------------------------------- |
| Konrad I.     | um 1258–1276 | Sohn von Gottfried I.                                                              |
| Gottfried II. | um 1258–1276 | Sohn von Konrad, unter der Regentschaft Krafts I. von Hohenlohe-Weikersheim        |
| Konrad II.    | um 1290      | Sohn von Gottfried II., unter der Regentschaft Krafts I. von Hohenlohe-Weikersheim |

Hohenlohe-Röttingen fiel danach an Hohenlohe-Weikersheim

### Herren von Hohenlohe-Weikersheim
| Name           | Herrschaft | Bemerkungen |
| -------------- | ---------- | --- |
| Kraft I.       | 1256–1312  | Sohn von Gottfried I. |
| Konrad         | 1287–1329  | Sohn von Kraft I., erhielt Weikersheim |
| Kraft II.      | 1290–1344  | Halbbruder von Konrad, Sohn von Kraft I., erhielt Öhringen, Neuenstein und Waldenburg. Dazu erbte er 1339 die Lande seines Bruders Gottfried II.                                                                     |
| Gottfried II.  | 1307–1339  | Bruder von Kraft II., Sohn von Kraft I., erhielt Röttingen und 1329 Weikersheim |
| Kraft III.     | 1345–1371  | Sohn von Kraft II. |
| Kraft IV.      | 1371–1399  | Sohn von Kraft III., Ersterwähnung 1360 |
| Gottfried III. | 1371–1379  | Sohn von Kraft III., Ersterwähnung 1370, dankte 1379 ab und ging um 1400 ins Kloster, dort gestorben 1413 |
| Ulrich         | 1379–1407  | Sohn von Kraft III., 1372 zunächst Domherr in Würzburg, trat die Nachfolge seines Bruders Gottfried III. an |
| Albrecht I.    | 1407–1429  | Sohn von Kraft III., 1388 Domherr in Mainz, 1406 Domherr in Würzburg, trat als letzter Agnat seiner Linie mit Erlaubnis des Papstes zurück in den Laienstand und konnte die Nachfolge seines Bruders Ulrich antreten |

## Grafen von Hohenlohe
Die Edelherren von Hohenlohe-Weikersheim stiegen 1450 in den Reichsgrafenstand auf.
| Name          | Herrschaft | Bemerkungen |
| ------------- | ---------- | --- |
| Kraft V.      | 1429–1472  | Sohn von Albrecht I., erhielt bei der Teilung 1455 Schillingsfürst und Waldenburg |
| Albrecht II.  | 1429–1490  | Bruder von Kraft V., Sohn von Albrecht I., erhielt bei der Teilung 1455 Neuenstein und Langenburg |
| Gottfried IV. | 1472–1497  | Sohn von Graf Kraft V., erhielt bei der Teilung 1476 Schillingsfürst und 1490 die Hälfte von Weikersheim                                                                                               |
| Kraft VI.     | 1472–1503  | Sohn von Graf Kraft V., erhielt bei der Teilung 1476 Waldenburg und 1490 Neuenstein und Langenburg |
| Johann        | 1497–1509  | Sohn von Graf Gottfried IV. von Hohenlohe-Schillingsfürst |
| Wolfgang I.   | 1509–1545  | Sohn von Graf Johann von Hohenlohe-Schillingsfürst |
| Albrecht III. | 1503–1551  | Sohn von Graf Kraft VI., Domherr in Mainz, Trier, Straßburg und Würzburg, erhielt bei der Teilung 1511 Neuenstein, Ingelfingen und Langenburg sowie 1545 je zur Hälfte Schillingsfürst und Weikersheim |
| Georg I.      | 1503–1551  | Sohn von Graf Kraft VI., erhielt bei der Teilung 1511 Waldenburg, Pfedelbach und Bartenstein sowie 1545 je zur Hälfte Schillingsfürst und Weikersheim                                                  |

## Herrscher von Hohenlohe-Neuenstein nach der Hauptlandesteilung 1553 / 1555
Die nachfolgenden Listen behandeln die Grafen und seit 1764 Fürsten des Hauptstamms Hohenlohe-Neuenstein nach der 1553 / 1555 erfolgten Landesteilung und sämtlicher Verzweigungen bis zur Mediatisierung 1806. Alle Herrscher dieses Hauptstamms waren evangelisch.

### Grafen und seit 1764 Fürsten der Hauptlinie Hohenlohe-Neuenstein-Öhringen
| Name                  | Herrschaft | Bemerkungen |
| --------------------- | ---------- | --- |
| Ludwig Casimir        | 1551–1568  | Sohn von Graf Georg I., erhielt bei der Teilung 1553/1555 Neuenstein und Weikersheim, Senior des Gesamthauses Hohenlohe 1551–1568 |
| Albrecht              | 1568–1575  | Sohn von Graf Ludwig Casimir, war ab 1570 Regent in Waldenburg, Senior des Gesamthauses Hohenlohe 1570–1575 |
| Wolfgang II.          | 1568–1610  | Sohn von Graf Ludwig Casimir, erhielt bei der Teilung 1586 Weikersheim, 1591 kamen Langenburg und 1606 Neuenstein und Kirchberg dazu, Senior des Gesamthauses Hohenlohe 1575–1610 |
| Philipp               | 1568–1606  | Sohn von Graf Ludwig Casimir, erhielt bei der Teilung 1586 Neuenstein und erhielt 1591 Kirchberg dazu |
| Friedrich             | 1568–1590  | Sohn von Graf Ludwig Casimir, erhielt bei der Teilung 1586 Langenburg und Kirchberg |
| Georg Friedrich       | 1610–1645  | Sohn von Graf Wolfgang II., erhielt bei der Teilung 1610 Weikersheim, Senior des Gesamthauses Hohenlohe 1610–1645 |
| Kraft VII.            | 1610–1641  | Sohn von Graf Wolfgang II., erhielt bei der Teilung 1610 Neuenstein |
| Siegfried             | 1641–1684  | Sohn von Graf Kraft VII., erhielt bei der Teilung 1677 Weikersheim |
| Wolfgang Julius       | 1641–1698  | Sohn von Graf Kraft VII., erhielt bei der Teilung 1677 Neuenstein |
| Johann Ludwig         | 1641–1689  | Sohn von Graf Kraft VII., erhielt bei der Teilung 1677 Künzelsau |
| Johann Friedrich I.   | 1641–1702  | Sohn von Graf Kraft VII., erhielt bei der Teilung 1677 die Hälfte Öhringens und konnte 1698 das gesamte Erbe seines Vaters wieder zusammenführen, Senior des Gesamthauses Hohenlohe 1658–1702 |
| Carl Ludwig           | 1702–1756  | Sohn von Graf Johann Friedrich I., erhielt bei der Teilung 1708 Weikersheim und Künzelsau |
| Johann Friedrich II.  | 1702–1765  | Sohn von Graf Johann Friedrich I., erhielt bei der Teilung 1708 Neuenstein und die Hälfte Öhringens, 1756 kamen Weikersheim und Öhringen dazu, Senior des Gesamthauses Hohenlohe 1759–1765, 1764 zum Reichsfürsten erhoben                                                                                   |
| Ludwig Friedrich Karl | 1765–1805  | Sohn von Fürst Johann Friedrich II., erwarb 1782 die zweite Hälfte Öhringens vom Fürsten von Hohenlohe-Waldenburg, Senior des Gesamthauses Hohenlohe 1796–1805. Mit ihm erlosch der Hauptstamm Hohenlohe-Neuenstein-Öhringen. Sein Haupterbe war Fürst Friedrich Ludwig aus der Linie Hohenlohe-Ingelfingen. |

### Grafen und seit 1764 Fürsten von Hohenlohe-Langenburg
| Name               | Herrschaft | Bemerkungen |
| ------------------ | ---------- | --- |
| Philipp Ernst      | 1610–1628  | Sohn von Graf Wolfgang II., erhielt bei der Teilung 1610 Langenburg                                                    |
| Joachim Albrecht   | 1628–1675  | Sohn von Graf Philipp Ernst, erhielt bei der Teilung 1650 Kirchberg                                                    |
| Heinrich Friedrich | 1628–1699  | Sohn von Graf Philipp Ernst, erhielt bei der Teilung 1650 Langenburg, und 1675 Kirchberg                               |
| Albrecht Wolfgang  | 1699–1715  | Sohn von Graf Heinrich Friedrich, erhielt bei der Teilung 1701 Langenburg, Senior des Gesamthauses Hohenlohe 1702–1715 |
| Ludwig             | 1715–1765  | Sohn von Graf Albrecht Wolfgang, 1764 zum Reichsfürsten erhoben                                                        |
| Christian Albrecht | 1765–1789  | Sohn von Fürst Ludwig                                                                                                  |
| Karl Ludwig        | 1789–1806  | Sohn von Fürst Christian Albrecht                                                                                      |

Das Fürstentum Hohenlohe-Langenburg wurde 1806 mediatisiert und dem Königreich Württemberg zugeordnet

### Grafen und seit 1764 Fürsten von Hohenlohe-Ingelfingen
| Name                    | Herrschaft | Bemerkungen |
| ----------------------- | ---------- | --- |
| Christian Kraft         | 1699–1743  | Sohn von Graf Heinrich Friedrich, erhielt bei der Teilung 1701 Ingelfingen                                                       |
| Philipp                 | 1743–1781  | Sohn von Graf Christian Kraft, wurde 1764 in den Reichsfürstenstand erhoben, Senior des Gesamthauses Hohenlohe 1765–1781         |
| Christian Ludwig Moritz | 1743–1758  | Sohn von Graf Christian Kraft |
| August Wilhelm          | 1743–1769  | Sohn von Graf Christian Kraft, wurde 1764 in den Reichsfürstenstand erhoben                                                      |
| Heinrich August         | 1743–1796  | Sohn von Graf Christian Kraft, wurde 1764 in den Reichsfürstenstand erhoben, Senior des Gesamthauses Hohenlohe 1781–1796         |
| Friedrich Ludwig        | 1796–1806  | Sohn von Fürst Heinrich August, erhielt 1805 für seine Linie Öhringen und dankte 1806 zugunsten seines ältesten Sohnes August ab |

Das Fürstentum Hohenlohe-Ingelfingen-Öhringen wurde 1806 mediatisiert und dem Königreich Württemberg zugeordnet

### Grafen und seit 1764 Fürsten von Hohenlohe-Kirchberg
| Name                     | Herrschaft | Bemerkungen                                                                    |
| ------------------------ | ---------- | ------------------------------------------------------------------------------ |
| Friedrich Eberhard       | 1699–1737  | Sohn von Graf Heinrich Friedrich, erhielt bei der Teilung 1701 Kirchberg       |
| Karl August              | 1737–1769  | Sohn von Graf Friedrich Eberhard, wurde 1764 in den Reichsfürstenstand erhoben |
| Christian Friedrich Karl | 1769–1806  | Sohn von Fürst Karl August, Senior des Gesamthauses Hohenlohe 1805–1819        |

Das Fürstentum Hohenlohe-Kirchberg wurde 1806 mediatisiert und zunächst dem Königreich Bayern, schließlich 1810 dem Königreich Württemberg zugeordnet

## Herrscher von Hohenlohe-Waldenburg nach der Hauptlandesteilung 1553 / 1555
Die nachfolgenden Listen behandeln die Grafen und seit 1744 Fürsten des Hauptstamms Hohenlohe-Waldenburg nach der 1553 / 1555 erfolgten Landesteilung und sämtlicher Verzweigungen bis zur Mediatisierung 1806. Nach der Reformation waren die Grafen dieses Hauptstamms zunächst evangelisch. 1667 traten die Begründer der Linien Hohenlohe-Bartenstein und Hohenlohe-Waldenburg-Schillingsfürst zur römisch-katholischen Kirche über. Mit dem Aussterben der evangelischen Linie Hohenlohe-Pfedelbach im Jahre 1728 war der gesamte Hauptstamm Hohenlohe-Waldenburg katholisch geworden.

### Grafen von Hohenlohe-Waldenburg (Ältere Stammlinie)
| Name               | Herrschaft | Bemerkungen |
| ------------------ | ---------- | --- |
| Eberhard           | 1551–1570  | Sohn von Graf Georg I., erhielt bei der Teilung 1553/1555 Waldenburg und Schillingsfürst, Senior des Gesamthauses Hohenlohe 1568–1570 |
| Georg Friedrich I. | 1570–1600  | Sohn von Graf Eberhard, von 1570 bis 1578 unter der Vormundschaft seiner Mutter Agathe                                                |

### Grafen von Hohenlohe-Pfedelbach
| Name             | Herrschaft | Bemerkungen |
| ---------------- | ---------- | --- |
| Ludwig Eberhard  | 1600–1650  | Sohn von Graf Georg Friedrich I., erhielt bei der Teilung von 1615 Pfedelbach, Senior des Gesamthauses Hohenlohe 1645–1650 |
| Friedrich Kraft  | 1650–1681  | Sohn von Graf Ludwig Eberhard                                                                                              |
| Hiskias          | 1650–1685  | Sohn von Graf Ludwig Eberhard                                                                                              |
| Ludwig Gottfried | 1685–1728  | Sohn von Graf Hiskias |

Die Grafschaft Hohenlohe-Pfedelbach wurde 1728 zwischen den Grafen von Hohenlohe-Waldenburg-Schillingsfürst und Hohenlohe-Bartenstein aufgeteilt

### Grafen von Hohenlohe-Waldenburg (Mittlere Linie)
| Name               | Herrschaft | Bemerkungen                                                                   |
| ------------------ | ---------- | ----------------------------------------------------------------------------- |
| Philipp Heinrich   | 1600–1644  | Sohn von Graf Georg Friedrich I., erhielt bei der Teilung von 1615 Waldenburg |
| Wolfgang Friedrich | 1644–1658  | Sohn von Graf Philipp Heinrich, Senior des Gesamthauses Hohenlohe 1650–1658   |
| Philipp Gottfried  | 1644–1679  | Sohn von Graf Philipp Heinrich                                                |

Die Grafschaft Hohenlohe-Waldenburg wurde 1679 zwischen den Grafen von Hohenlohe-Pfedelbach und Hohenlohe-Schillingsfürst aufgeteilt

### Grafen von Hohenlohe-Schillingsfürst
| Name                | Herrschaft | Bemerkungen |
| ------------------- | ---------- | --- |
| Georg Friedrich II. | 1600–1635  | Sohn von Graf Georg Friedrich I., erhielt bei der Teilung von 1615 Schillingsfürst                                                               |
| Moritz Friedrich    | 1635–1646  | Sohn von Graf Georg Friedrich II., Rittmeister im Dienst des Kaisers Ferdinand III.                                                              |
| Georg Adolf         | 1646–1656  | Sohn von Graf Georg Friedrich II., in kurbairischen Diensten                                                                                     |
| Wilhelm Heinrich    | 1646–1656  | Sohn von Graf Georg Friedrich II., Obristleutnant in schwedischen Diensten                                                                       |
| Christian           | 1646–1675  | Sohn von Graf Georg Friedrich II., trat 1667 zur katholischen Kirche über, begründete die katholische Linie Hohenlohe-Bartenstein                |
| Joachim Albert      | 1646–1656  | Sohn von Graf Georg Friedrich II., in schwedischen Diensten                                                                                      |
| Ernst Otto          | 1647–1664  | Sohn von Graf Georg Friedrich II., Obristleutnant beim Fränkischen Kreis-Kavallerieregiment                                                      |
| Ludwig Gustav       | 1650–1697  | Sohn von Graf Georg Friedrich II., trat 1667 zur katholischen Kirche über, begründete die katholische Linie Hohenlohe-Waldenburg-Schillingsfürst |

### Grafen und seit 1744 Fürsten von Hohenlohe-Bartenstein
| Name                           | Herrschaft | Bemerkungen                                                |
| ------------------------------ | ---------- | ---------------------------------------------------------- |
| Philipp Karl                   | 1675–1729  | Sohn von Graf Christian                                    |
| Karl Philipp Franz             | 1729–1763  | Sohn von Graf Philipp Karl, 1744 zum Reichsfürsten erhoben |
| Joseph Anton Friedrich         | 1729–1764  | Sohn von Graf Philipp Karl, 1744 zum Reichsfürsten erhoben |
| Anton Ruprecht Franz Ferdinand | 1729–1745  | Sohn von Graf Philipp Karl, 1744 zum Reichsfürsten erhoben |
| Ludwig Leopold                 | 1763–1798  | Sohn von Fürst Karl Philipp Franz                          |
| Ludwig Aloys                   | 1798–1806  | Sohn von Fürst Ludwig Leopold                              |

Das Fürstentum Hohenlohe-Bartenstein wurde 1806 mediatisiert und dem Königreich Württemberg zugeordnet

### Fürst von Hohenlohe-Jagstberg
| Name | Herrschaft | Bemerkungen                   |
| ---- | ---------- | ----------------------------- |
| Karl | 1803–1806  | Sohn von Fürst Ludwig Leopold |

Das Fürstentum Hohenlohe-Jagstberg wurde 1806 mediatisiert und dem Königreich Württemberg zugeordnet

### Grafen und seit 1744 Fürsten von Hohenlohe-Waldenburg-Schillingsfürst
| Name               | Herrschaft | Bemerkungen |
| ------------------ | ---------- | --- |
| Philipp Ernst      | 1697–1753  | Sohn von Graf Ludwig Gustav, residierte in Schillingsfürst, erhielt 1729 auch Waldenburg, Senior des Gesamthauses Hohenlohe 1715–1759, 1744 zum Reichsfürsten erhoben |
| Karl Albrecht I.   | 1753–1793  | Sohn von Fürst Philipp Ernst |
| Karl Albrecht II.  | 1793–1796  | Sohn von Fürst Karl Albrecht I. |
| Karl Albrecht III. | 1796–1806  | Sohn von Fürst Karl Albrecht II. |

Das Fürstentum Hohenlohe-Waldenburg-Schillingsfürst wurde 1806 mediatisiert und den Königreichen Württemberg und Bayern zugeordnet. 1807 überließ Fürst Karl Albrecht III. den bayerisch gewordenen Anteil des mediatisierten Fürstentums, die Herrschaft Schillingsfürst, seinem jüngeren Bruder Franz Joseph